# Bob Lubbers
Pour les articles homonymes, voir Lubbers.
Robert Bartow Lubbers, dit Bob Lubbers (1922-2017) est un auteur de bande dessinée américain qui a travaillé pour l'industrie du comic book dans les années 1940, les comic strips de 1950 à 1970 puis la publicité jusqu'à sa retraite en 1989. 
Il a notamment repris Tarzan (1950-1954), Long Sam (1954-1962), The Saint (1959-1960), Agent Secret X-9 (1960-1967), assisté Al Capp sur Li'l Abner dans les années 1960 et 1970, et créé le comic strip Robin Malone (1967-1970).

## Récompense
- 2002 : Prix Inkpot